# Paulhac (Cantal)
Pour les articles homonymes, voir Paulhac.
Paulhac (prononcé [po.jak]) est une commune française située dans le département du Cantal, en région Auvergne-Rhône-Alpes.

## Géographie
La commune de Paulhac, traversée par le 45e parallèle nord, est de ce fait située à égale distance du pôle Nord et de l'équateur terrestre (environ 5 000 km).
Commune du Massif central située sur la planèze de Saint-Flour entre le ruisseau des Ternes et l'Épi, elle fait partie du parc naturel régional des volcans d'Auvergne.
Le point le plus élevé de la commune est le puy de Niermont avec 1 493 mètres.
La station de  sports d'hiver et d'été de Prat de Bouc se situe à 10 kilomètres de Paulhac. 

### Communes limitrophes
Paulhac est limitrophe de huit communes.
Les communes limitrophes sont Albepierre-Bredons, Brezons, Cézens, Cussac, Laveissenet, Tanavelle, Les Ternes et Valuéjols.
| Albepierre-Bredons | Laveissenet | Valuéjols  |
| Brezons            | Paulhac     | Tanavelle  |
| Cézens             | Cussac      | Les Ternes |

### Climat
Pour des articles plus généraux, voir Climat d'Auvergne-Rhône-Alpes et Climat du Cantal.
En 2010, le climat de la commune est de type climat océanique altéré, selon une étude du CNRS s'appuyant sur une série de données couvrant la période 1971-2000. En 2020, Météo-France publie une typologie des climats de la France métropolitaine dans laquelle la commune est exposée à un climat de montagne ou de marges de montagne et est dans la région climatique  Ouest et nord-ouest du Massif Central, caractérisée par une pluviométrie annuelle de 900 à 1 500 mm, maximale en automne et en hiver. 
Pour la période 1971-2000, la température annuelle moyenne est de 7,4 °C, avec une amplitude thermique annuelle de 15,3 °C. Le cumul annuel moyen de précipitations est de 1 132 mm, avec 11,4 jours de précipitations en janvier et 7,8 jours en juillet. Pour la période 1991-2020, la température moyenne annuelle observée sur la station météorologique de Météo-France la plus proche, sur la commune de Valuéjols à 6 km à vol d'oiseau, est de 8,7 °C et le cumul annuel moyen de précipitations est de 892,1 mm,. Pour l'avenir, les paramètres climatiques de la commune estimés pour 2050 selon différents scénarios d'émission de gaz à effet de serre sont consultables sur un site dédié publié par Météo-France en novembre 2022.

## Urbanisme

### Typologie
Au 1er janvier 2024, Paulhac est catégorisée commune rurale à habitat très dispersé, selon la nouvelle grille communale de densité à 7 niveaux définie par l'Insee en 2022.
Elle est située hors unité urbaine. Par ailleurs la commune fait partie de l'aire d'attraction de Saint-Flour, dont elle est une commune de la couronne,. Cette aire, qui regroupe 36 communes, est catégorisée dans les aires de moins de 50 000 habitants,.

### Occupation des sols
L'occupation des sols de la commune, telle qu'elle ressort de la base de données européenne d’occupation biophysique des sols Corine Land Cover (CLC), est marquée par l'importance des territoires agricoles (59,2 % en 2018), une proportion sensiblement équivalente à celle de 1990 (59,1 %). La répartition détaillée en 2018 est la suivante : 
prairies (53,4 %), milieux à végétation arbustive et/ou herbacée (37,1 %), zones agricoles hétérogènes (5,8 %), forêts (3 %), zones urbanisées (0,7 %). L'évolution de l’occupation des sols de la commune et de ses infrastructures peut être observée sur les différentes représentations cartographiques du territoire : la carte de Cassini (XVIIIe siècle), la carte d'état-major (1820-1866) et les cartes ou photos aériennes de l'IGN pour la période actuelle (1950 à aujourd'hui).

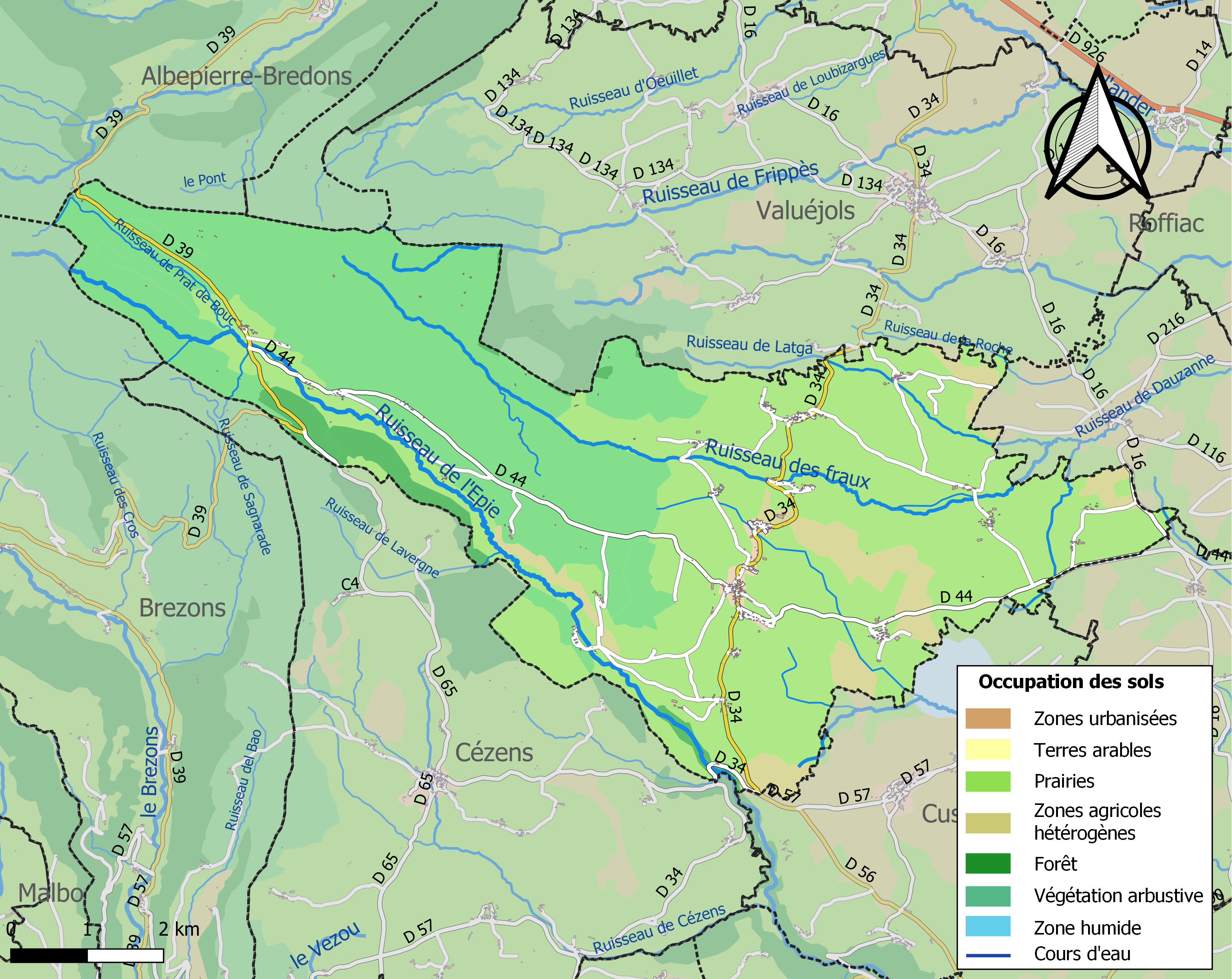
Carte des infrastructures et de l'occupation des sols de la commune en 2018 (CLC).

### Habitat et logement
En 2018, le nombre total de logements dans la commune était de 318, alors qu'il était de 310 en 2013 et de 293 en 2008.
Parmi ces logements, 56 % étaient des résidences principales, 32,8 % des résidences secondaires et 11,2 % des logements vacants. Ces logements étaient pour 95,3 % d'entre eux des maisons individuelles et pour 4,7 % des appartements.
Le tableau ci-dessous présente la typologie des logements à Paulhac en 2018 en comparaison avec celle du Cantal et de la France entière. Une caractéristique marquante du parc de logements est ainsi une proportion de résidences secondaires et logements occasionnels (32,8 %) supérieure à celle du département (20,4 %) et à celle de la France entière (9,7 %). Concernant le statut d'occupation de ces logements, 80,8 % des habitants de la commune sont propriétaires de leur logement (84,5 % en 2013), contre 70,4 % pour le Cantal et 57,5 pour la France entière.
| Typologie                                               | Paulhac | Cantal | France entière |
| ------------------------------------------------------- | ------- | ------ | -------------- |
| Résidences principales (en %)                           | 56      | 67,7   | 82,1           |
| Résidences secondaires et logements occasionnels (en %) | 32,8    | 20,4   | 9,7            |
| Logements vacants (en %)                                | 11,2    | 11,9   | 8,2            |

## Politique et administration

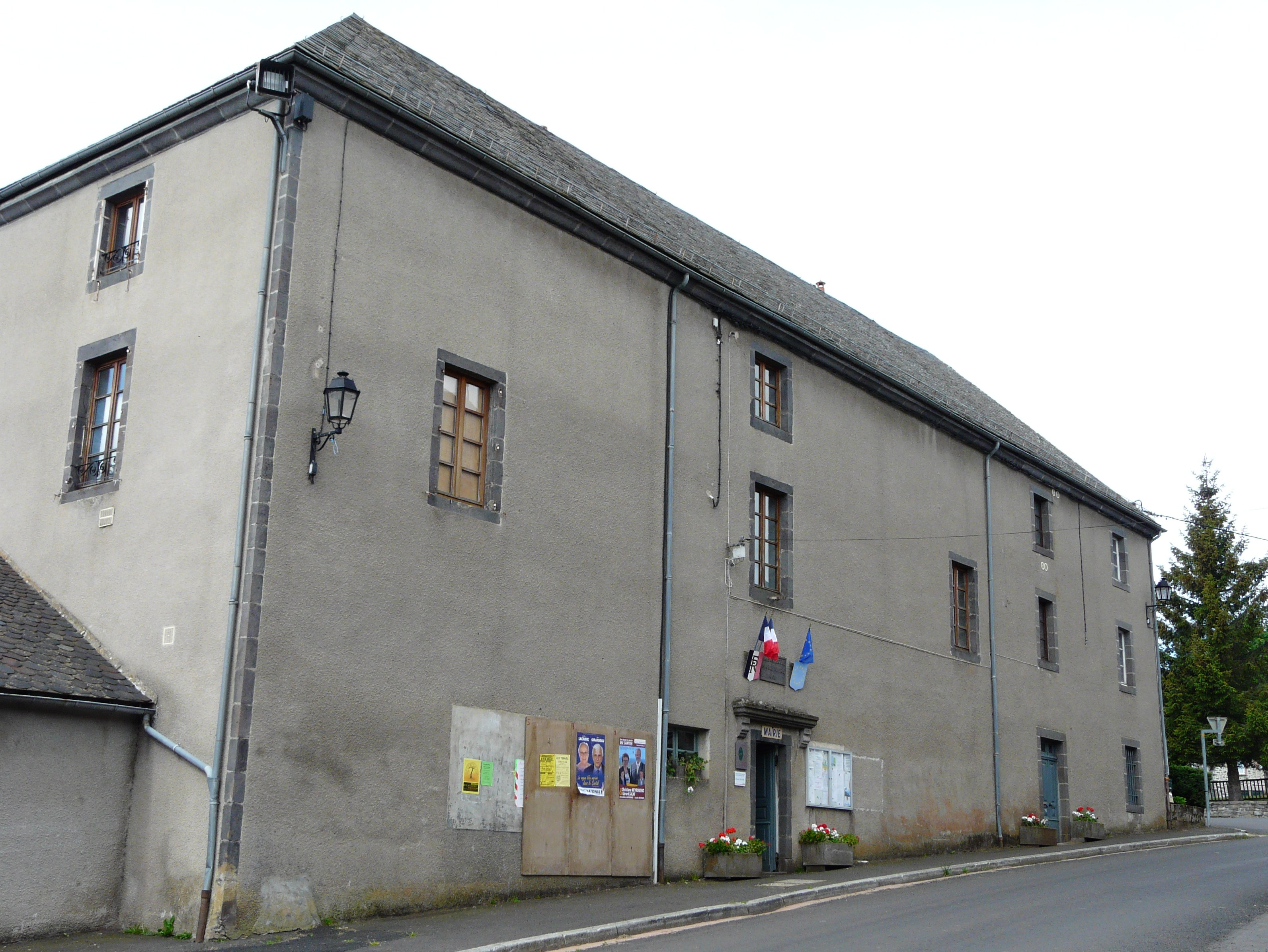
L'école et ancienne mairie.

| Période                                  | Période                       | Identité          | Étiquette | Qualité     |
| ---------------------------------------- | ----------------------------- | ----------------- | --------- | ----------- |
| Les données manquantes sont à compléter. |                               |                   |           |             |
|                                          |                               |                   |           |             |
| mars 2001                                | mars 2008                     | Marcelle Becus    |           |             |
| mars 2008                                | mars 2014                     | Marie-Noëlle Roux |           |             |
| mars 2014                                | En cours (au 14 juillet 2020) | Annie Andrieux    | DVD       | Commerçante |

## Population et société

### Démographie
L'évolution du nombre d'habitants est connue à travers les recensements de la population effectués dans la commune depuis 1793. Pour les communes de moins de 10 000 habitants, une enquête de recensement portant sur toute la population est réalisée tous les cinq ans, les populations de référence des années intermédiaires étant quant à elles estimées par interpolation ou extrapolation. Pour la commune, le premier recensement exhaustif entrant dans le cadre du nouveau dispositif a été réalisé en 2004.

En 2022, la commune comptait 434 habitants, en évolution de +7,16 % par rapport à 2016 (Cantal : −1,08 %, France hors Mayotte : +2,11 %).
| 1793  | 1800  | 1806  | 1821  | 1831  | 1836  | 1841  | 1846  | 1851  |
| ----- | ----- | ----- | ----- | ----- | ----- | ----- | ----- | ----- |
| 1 813 | 1 461 | 1 696 | 1 826 | 1 756 | 1 901 | 1 772 | 1 730 | 1 528 |

| 1856  | 1861  | 1866  | 1872  | 1876  | 1881  | 1886  | 1891  | 1896  |
| ----- | ----- | ----- | ----- | ----- | ----- | ----- | ----- | ----- |
| 1 435 | 1 425 | 1 416 | 1 389 | 1 375 | 1 273 | 1 523 | 1 275 | 1 290 |

| 1901  | 1906  | 1911  | 1921  | 1926  | 1931 | 1936 | 1946 | 1954 |
| ----- | ----- | ----- | ----- | ----- | ---- | ---- | ---- | ---- |
| 1 206 | 1 263 | 1 161 | 1 063 | 1 002 | 957  | 958  | 911  | 858  |

| 1962 | 1968 | 1975 | 1982 | 1990 | 1999 | 2004 | 2006 | 2009 |
| ---- | ---- | ---- | ---- | ---- | ---- | ---- | ---- | ---- |
| 776  | 721  | 692  | 538  | 511  | 444  | 457  | 462  | 451  |

| 2014 | 2019 | 2022 | - | - | - | - | - | - |
| ---- | ---- | ---- | - | - | - | - | - | - |
| 409  | 432  | 434  | - | - | - | - | - | - |

## Culture locale et patrimoine

### Lieux et monuments
- L'église Saint-Julien (d'Antioche), XIIe et XIVe siècles, inscrite au titre des monuments historiques depuis 1968[16].
- Le château de Bélinay, XIVe et XVe siècles, avec des communs du XIXe siècle[17].
- Le château du Chambon[17].
- Le château de Bracon, motte féodale, et vestiges.
- Le château de Jarry, chapelle fortifiée, tour et enceinte[17].
- Le château de Paulhac XIIIe et XVIe siècles, décors intérieurs, chapelle, terrasse, communs[17].

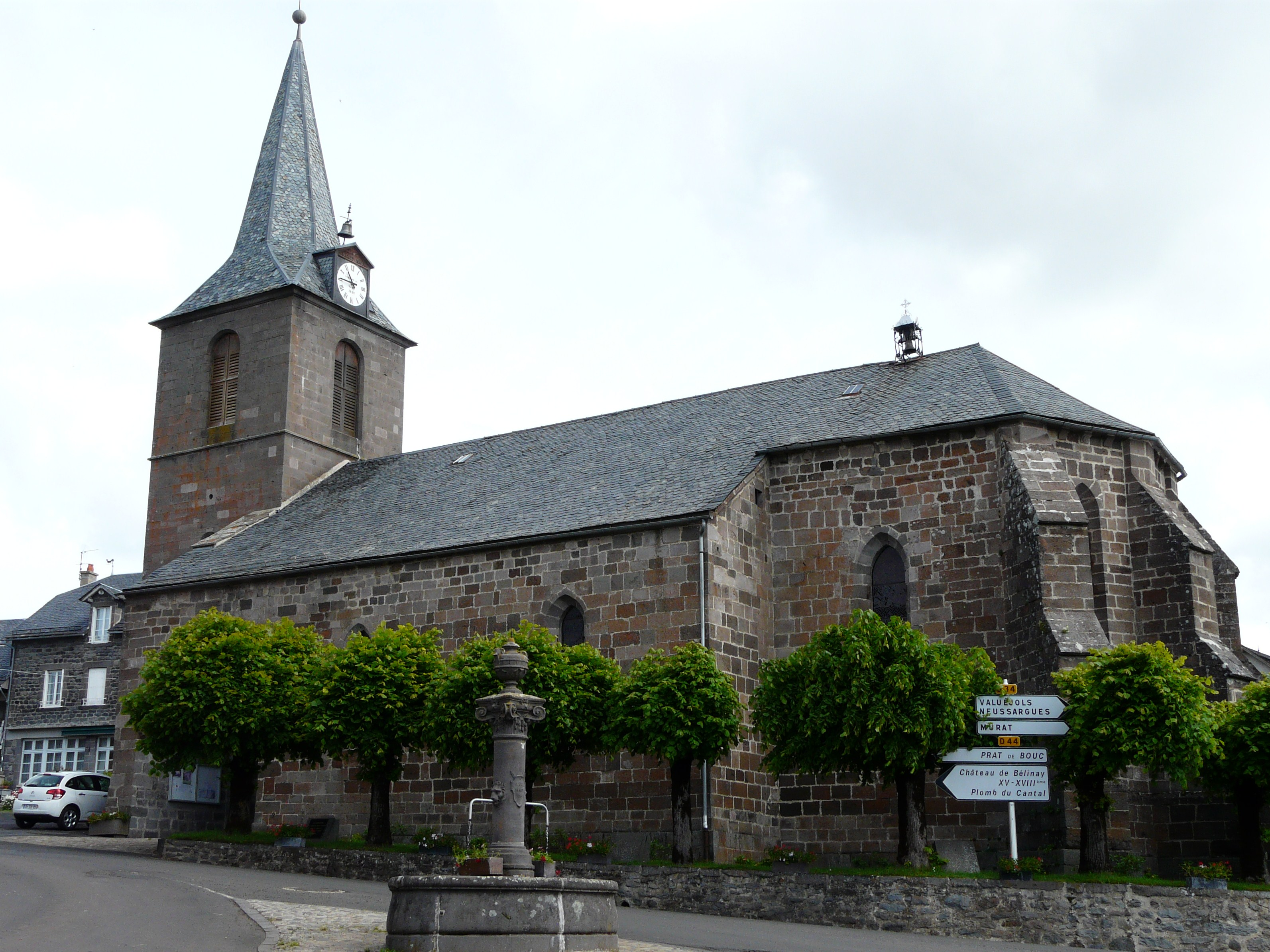
L'église.
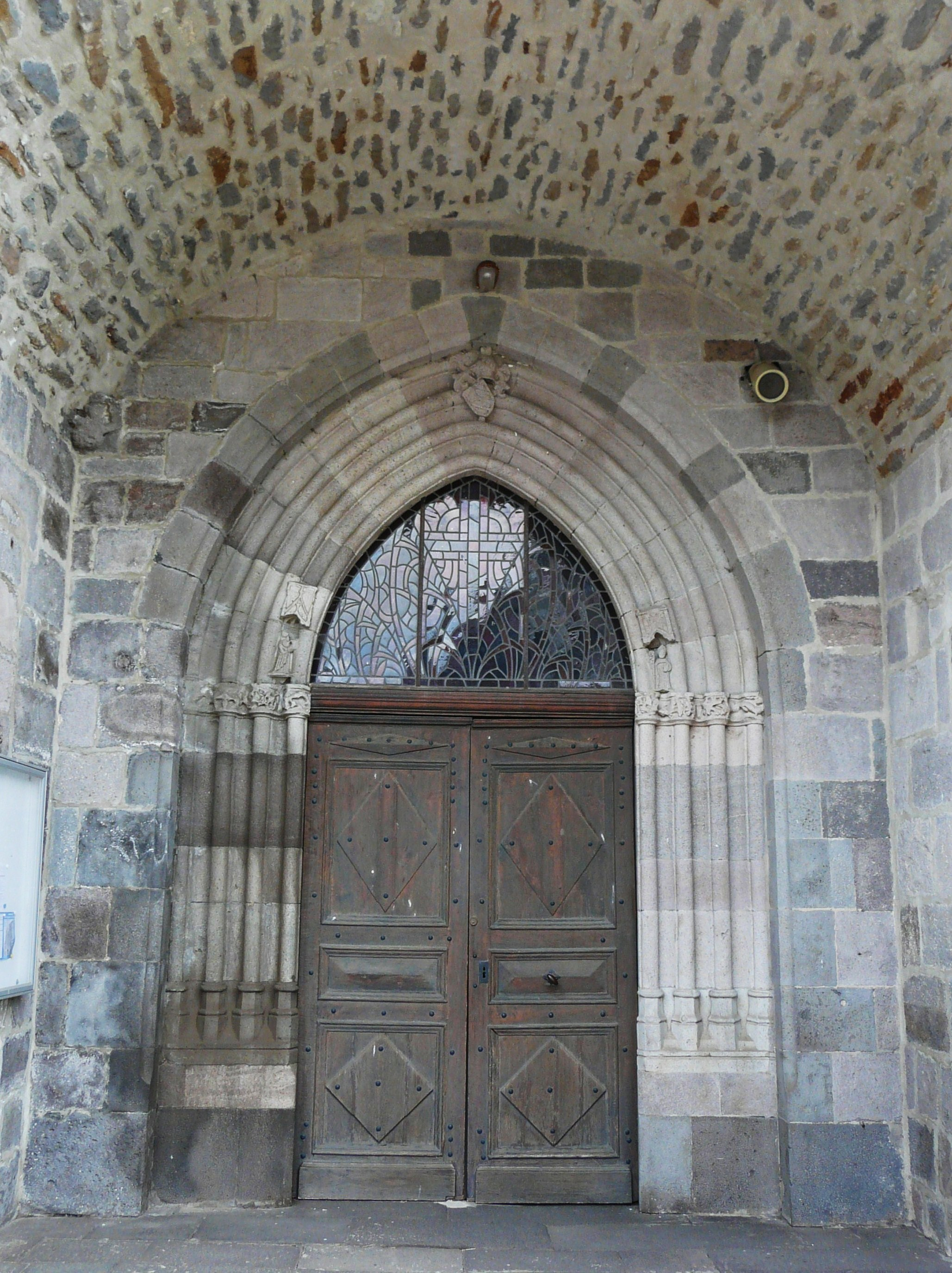
Son porche.
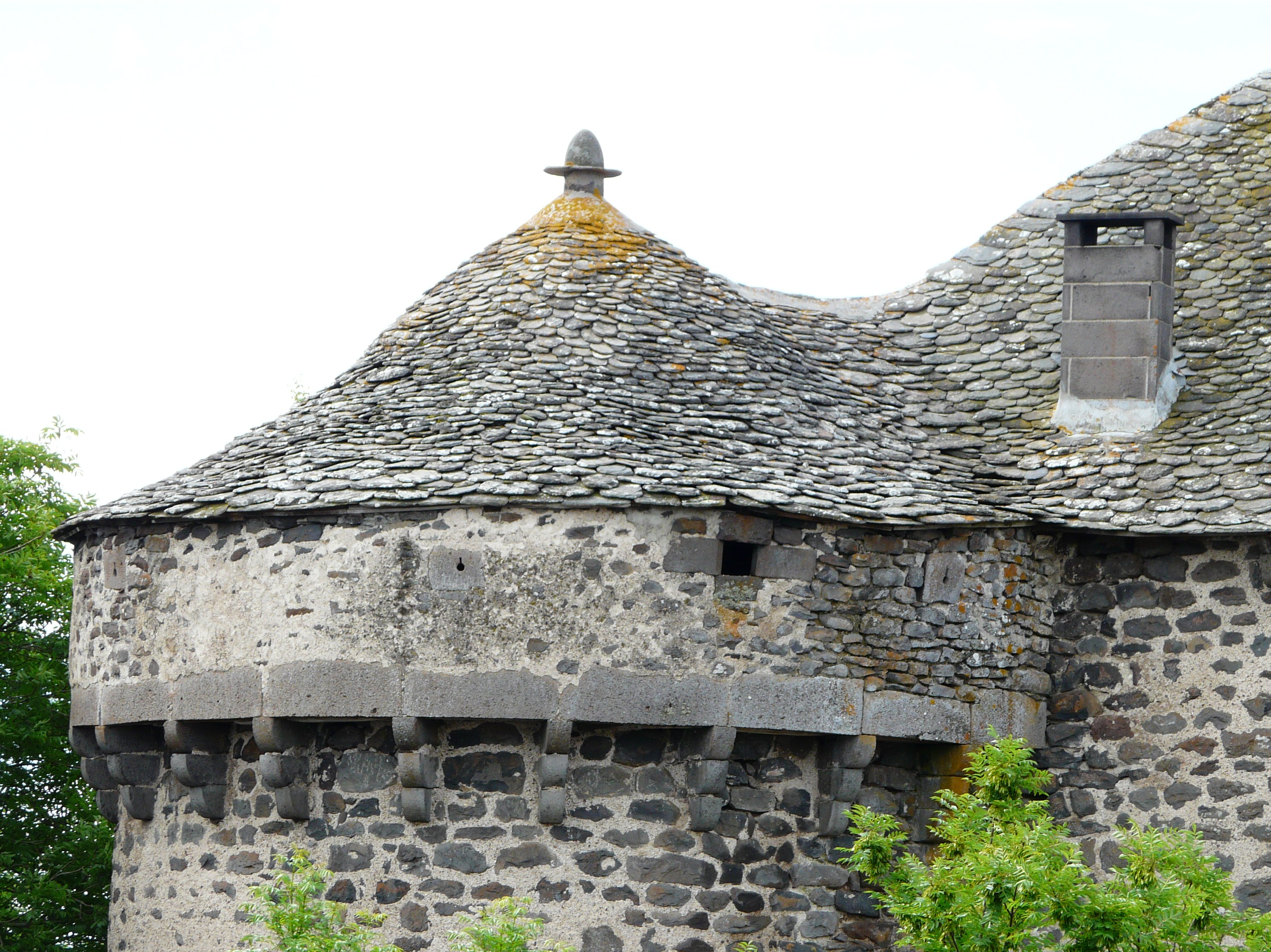
Le chemin de ronde du château de Paulhac.
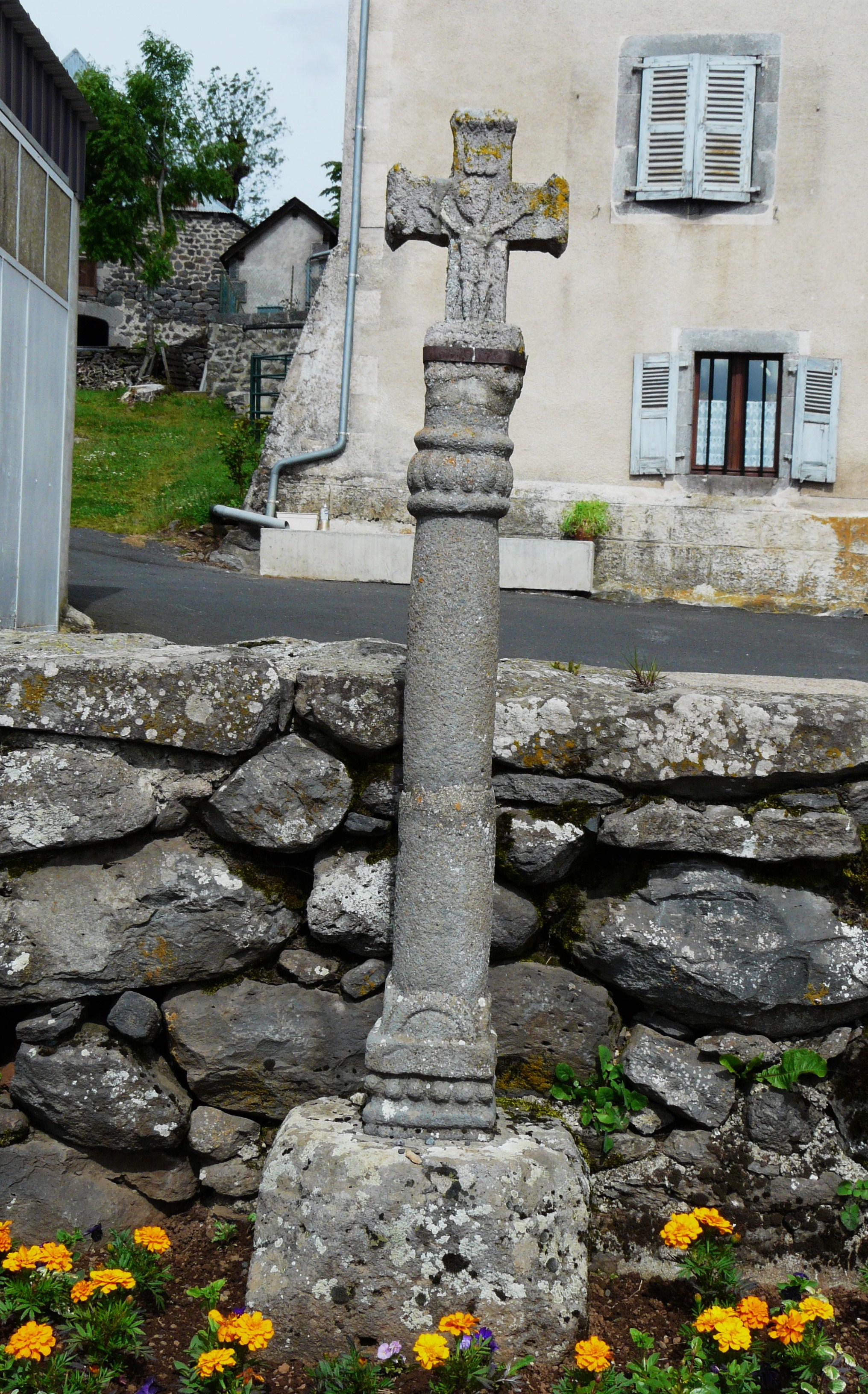
Croix ancienne dans le bourg.

- Lac du Cibial
- Puy de Niermont 1 493 m
- Puy de la Jambe 1 436 m
- Roche Jean 1 372 m
- Puy des Eschamps 1 344 m
- Puy de Mercou 1 255 m
- Puy du Coucu 1 240 m

### Personnalités liées à la commune
- Jean-Louis Charbonnel (1848-1885), peintre et graveur français, né à Bélinay (Paulhac).
- Jean-Marie Chauvet, né à Paulhac, spéléologue et découvreur de la grotte Chauvet.
- Charles Cérou (1918-1998), athlète, né au Chambon (Paulhac), champion de France de marathon en 1951 et 1953, 3e aux championnats de France de cross-country en 1948 et 1950.